# 소그드인

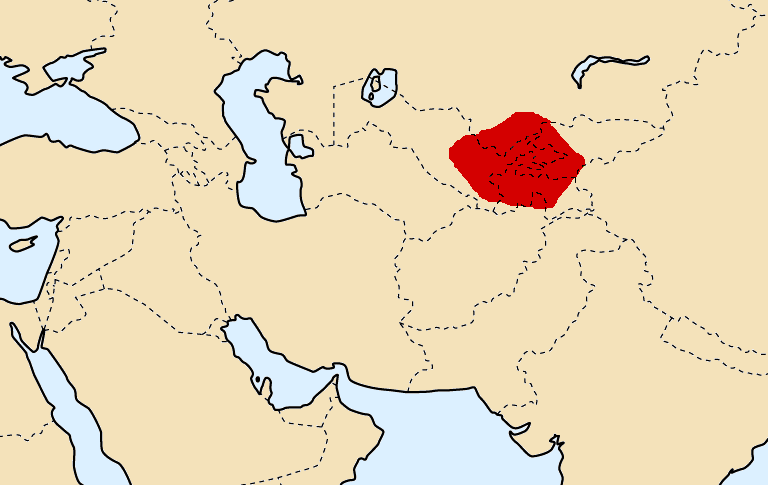

소그드인(Sogd人, 속특 粟特)은 중앙아시아 소그디아나를 근거지로 하는 스키타이 계열의 유목민들이다.

## 개요
소그드인은 본래 "스키타이"라고 불렸다. 스키타이(Scythian), 사쿠라(Skudra), 소그디아(Sogdian), 사카(Saka)라고도 한다. 유라시아를 횡단하는 최초의 기마민족인 스키타이인들 중에 중앙아시아에 사는 스키타이를 소그드라고 일컫는다. 소그드(Sogd)인은 이란계 스키타이 유목민들이며, 이들은 인류 최초의 유목민으로서 넓은 유라시아를 횡단하며 흉노(튀르크) 등 많은 민족들에게 기마 유목 문화를 전파하고 영향을 주었다. 이들은 6세기부터 돌궐 제국에 속하여 같은 유목민족으로서 6세기부터 튀르크화되었다. 5세기에서 9세기에 걸쳐 한반도와 중국, 인도, 동로마 제국에 걸쳐 통상을 하였다. 마니교, 조로아스터교, 소그드 문자를 여러 지역에 전파하였다. 중국의 기록에서는 속특(粟特)이라고 불렀다. 유럽에서는 특별한 명칭은 없으나 스코트족의 일부 구성 민족이 스키타이, 소그드인과 같은 민족으로 보는 견해도 있다.
중국인이 기록한 소그드인 성씨로는 강(康), 사(史), 안(安), 조(曹), 석(石), 미(米), 하(何), 화심(火寻), 무지(戊地)라는 성씨가 있다고 하며 또한 중국인이 기록한 사서에는 소그디아 왕족의 성씨는 온(溫)이라는 기록이 있다.
소그드(스키타이) 유목민들은 고대에도 동아시아와 교역을 했으며 8세기 통일 신라와도 교역을 하였다. 최치원의 속독(束毒)은 소그드인 탈춤을 묘사한 것이다. 또한, 8세기 신라 음악이 소그드인의 음악에 영향을 받았다고 한다. 신라 시대에는 고유 음악을 향악(鄕樂), 서역에서 유래한 음악은 속악(俗樂)이라고 불렀다. 통일신라 때에 최치원이 지은 향악잡영(鄕樂雜詠)에 "수만리를 걸어오느라고 먼지를 잔뜩 뒤집어썼구나"라는 구절이 있는데, 북청사자놀이와 같은 중앙아시아에서 들어온 연희를 보고 지은 시구라고 한다. 본래 소그드인은 스키타이로 불렸는데, 그들도 신라처럼 금관 문화를 가지고 있었다. 중국에서는 북쪽이나 남쪽 민족들을 다 같은 민족으로 여기거나 소그드인과 투르크인, 위구르인을 서역인이라고 뭉뚱그려 같은 민족으로 보는 경향이 많지만 각각 서로 다른 민족이라는 의견이 유력하다. 
최초의 유목 민족들이던 그들은 넓은 유라시아를 말을 타며 다녔고 그 활동 범위는 동로마 제국에서 한반도와 중국에까지 이르렀지만 중앙아시아에 이슬람 왕조가 건국되면서 이슬람을 신봉하였다. 6세기부터 튀르크인들과 공존하면서 튀르크화된 이들은 이슬람을 신봉하면서 9세기엔 스키타이의 특색과 소그드라는 단어가 완전히 사라졌다. 이슬람 제국의 권력이 완전히 튀르크인들에게 옮겨지면서 셀주크 튀르크 제국이 건국되었을 때도 이들은 소그드라는 단어가 아닌 튀르크인으로 기록되었다.
오늘날 야그노비인이 소그드인의 직계후손으로 여겨져 학계에서는 야그노비인을 신소그드인으로 부르기도 하며, 이들의 언어인 야그노비어 또한 소그드어의 직계언어로 간주되고 있다.

## 같이 보기
- 최치원
- 소그디아나
- 야그노비인